# Tatarów (wieś)
Tatarów (ukr. Татарів) – wieś na Ukrainie, w rejonie nadwórniańskim, w obwodzie iwanofrankiwskim. Znajduje się tu przystanek kolejowy Tatarów.
1941–44 siedziba gminy Tatarów. W latach 1946–2003 nazywał się Kreminci (ukr. Кремінці).
5 marca 2020 wyłączony z Jaremcza i włączony do hromady Polanica.

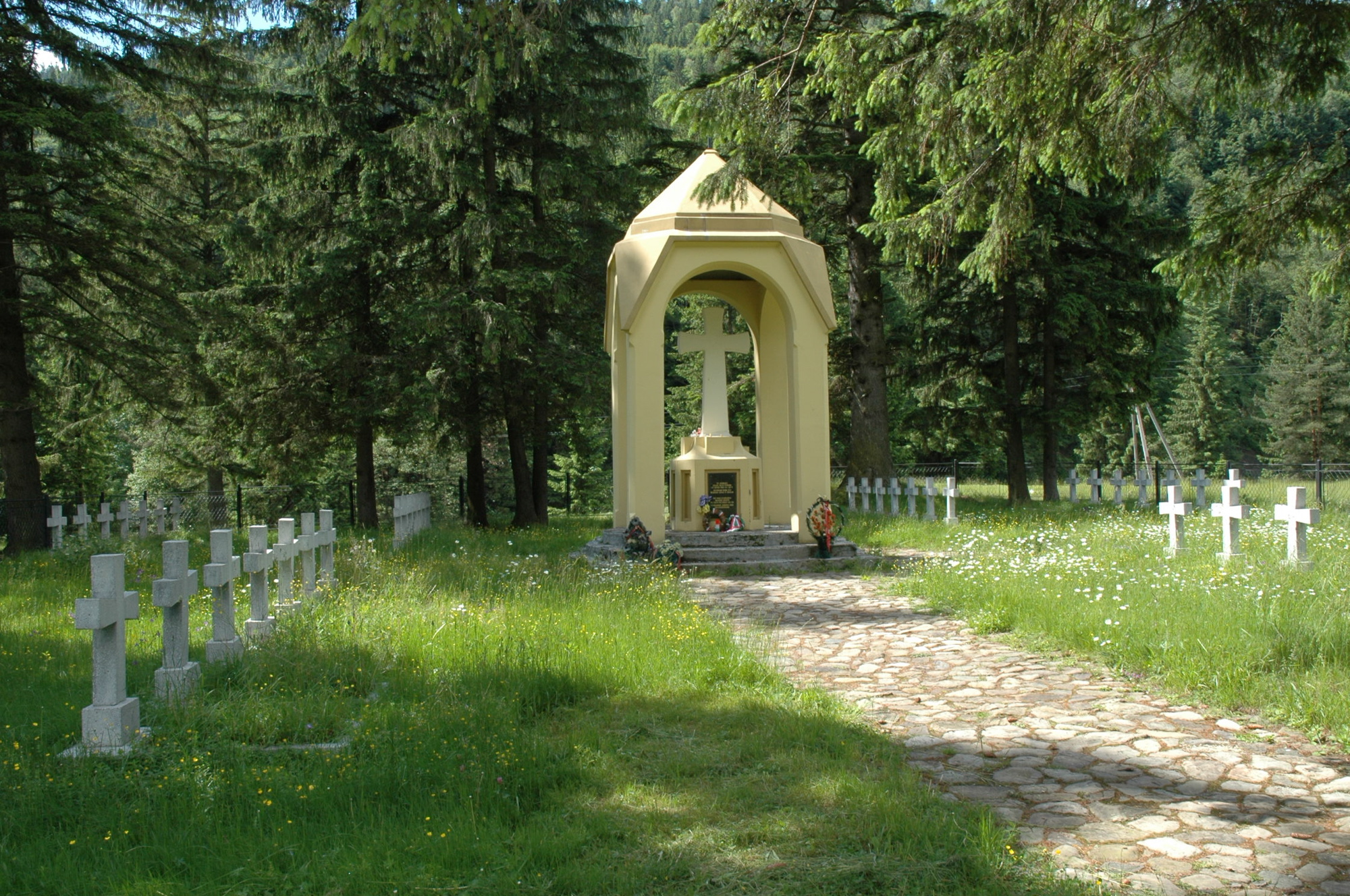
Cmentarz z okresu I wojny światowej w Tatarowie